# إيمانويل بواتينغ (لاعب كرة قدم مواليد 1994)
ايمانويل بواتينغ (بالإنجليزية: Ema Boateng) هو لاعب كرة قدم غاني في مركز الهجوم، ولد في 17 يناير 1994 في أكرا في غانا. لعب مع لوس أنجلوس غلاكسي ونادي هلسينغبورغ.

## وصلات خارجية
- ايمانويل بواتينغ على موقع اتحاد السويد (السويدية)
- ايمانويل بواتينغ على موقع الدوري الأمريكي (الإنجليزية)
- ايمانويل بواتينغ على موقع قاعدة بيانات كرة القدم.إي يو (الإنجليزية)
- ايمانويل بواتينغ على موقع Soccerway.com (الإنجليزية)
- ايمانويل بواتينغ على موقع AS.com (الإسبانية)